# Cho Byung-kuk
Cho Byung-kuk (kor. 조병국; * 1. Juli 1981 in Ulsan) ist ein südkoreanischer Fußballspieler.

## Karriere

### Verein
Cho Byung-kuk erlernte das Fußballspielen in der Universitätsmannschaft der Yonsei University im südkoreanischen Seoul. Seinen ersten Vertrag unterschrieb er 2002 bei den Suwon Samsung Bluewings. Das  Fußballfranchise aus Suwon spielte in der ersten Liga, der K League 1. Nach 61 Erstligaspielen wechselte er 2005 zum Ligakonkurrenten Chunnam Dragons nach Gwangyang. Im August 2005 verpflichtete ihn der ebenfalls in der ersten Liga spielende Seongnam Ilhwa. Mit dem Klub wurde er 2006 südkoreanischer Meister. 2007 und 2009 wurde er Vizemeister. Sein größter Erfolg war 2010 der Gewinn der AFC Champions League. Im Endspiel besiegte man Zob Ahan Isfahan aus dem Iran mit 3:1. 2011 verließ er seine Heimat und wechselte nach Japan, wo er einen Vertrag bei Vegalta Sendai unterschrieb. Der Verein aus Sendai spielte in der höchsten japanischen Liga, der J1 League. Zum Ligakonkurrenten Júbilo Iwata nach Iwata wechselte er 2012. Hier unterschrieb er einen Zweijahresvertrag. Nach China zog es ihn 2014. Hier schloss er sich dem in der Chinese Super League spielenden Shanghai Shenhua aus Shanghai an. Der Chonburi FC, ein Erstligist aus Thailand, verpflichtete ihn für die Saison 2015. Mit dem Club aus Chonburi spielte er in der ersten Liga, der Thai Premier League. 2016 kehrte er nach Südkorea zurück. Der Erstligist Incheon United aus Incheon verpflichtete ihn für ein Jahr. 2017 nahm in der Zweitligist Gyeongnam FC unter Vertrag. Mit Gyeongnam wurde er am Ende der Saison Meister der zweiten Liga und stieg somit in die erste Liga auf. Die zweite Jahreshälfte 2018 spielte er beim Zweitligisten Suwon FC. 2019 wechselte er nach Australien. Hier nahm ihn der South Coast United SC aus Wollongong unter Vertrag.

### Nationalmannschaft
Von 2000 bis 2004 spielte Cho Byung-kuk für die südkoreanische U19, U20 und U23-Nationalmannschaft. Von 2003 bis 2011 bestritt er elf Spiele für die A-Nationalmannschaft. Sein Debüt in der A-Nationalmannschaft bestritt er am 29. März 2003 in einem Freundschaftsspiel gegen Kolumbien.

## Erfolge
Seongnam Ilhwa
- K League: 2006
- AFC Champions League: 2010

Gyeongnam FC
- K League Challenge: 2017